# Exiled to Earth
Exiled to Earth è il secondo album della gruppo musicale thrash metal californiano Bonded by Blood, prodotto in Arizona per l'etichetta discografica Earache Records, pubblicato il 10 agosto 2010.
È un concept album che narra della storia (ambientata nel 2610) della lotta tra la razza aliena dei Crong ed i terrestri per il possesso del Pianeta Terra.

## Tracce
1. 600 A.B (After the Bomb) - 5:02
2. Episodes of Aggression - 3:39
3. Prototype: Death Machine - 5:55
4. Prison Planet - 3:09
5. Genetic Encryption - 3:43
6. Blood Spilled Offering - 3:07
7. Exiled to Earth - 3:08
8. Parasitic Infection - 0:53
9. Desolate Future - 4:43
10. Sector 87 - 3:20
11. Cross-Insemination - 5:35

## Formazione
- Mauro Gonzales - voce
- Alex Lee - chitarra
- Juan Juarez - chitarra
- Jerry Garcia - basso
- Carlos Regalado - batteria